# Candelaria (San Luis)
Candelaria es una localidad y municipio del departamento Ayacucho, en el norte de la provincia de San Luis, Argentina.

## Historia
Candelaria se fundó oficialmente el 9 de julio de 1870. Según cuentan sus pobladores, un vecino del lugar, José del Tránsito Ruiz, había traído desde Chile una pequeña imagen de madera tallada presumiblemente por los indígenas de unos 60 cm de alto, es una imagen de vestir, con cabello natural. La Imagen era venerada en su casa, su esposa Doña Candelaria Miranda organizaba todos los años la novena en la entonces llamada Estancia del Bagual.
Dado que dicha estancia era el paso obligado de los arrieros que iban desde la provincia de San Juan hacia Córdoba, Don José del Tránsito Ruiz, escribe al entonces Gobernador, manifestándole su deseo de donar los terrenos de su propiedad para la plaza, y los terrenos colindantes destinando también un terreno para la construcción de una capilla de adobe, la que sería construida a sus expensas.
Se lo comunicó al gobernador Rufino Lucero y Sosa, informando que cedería nueve varas cuadradas de terreno con una plaza en el centro, una capilla con una sacristía de regular extensión concluida, faltando sólo los ornamentos; manifestaba su deseo que la capilla fuera consagrada a la Virgen de la Candelaria, honrando a la Virgen el 2 de febrero de cada año.
El superior Gobierno de la provincia de San Luis acepta la donación, y con fecha 3 de marzo de 1870 erige la entonces Villa de Candelaria, en el partido de Candelaria, en el departamento Ayacucho.
Comienza la construcción de la capilla la que es terminada en junio de 1870, y el 9 de julio de 1870 se celebra la primera misa diaconada, celebrada por el vicario foráneo de San Luis, presbítero Luis Joaquín Tula.
Esta iglesia dependió, desde 1870 a 1913, de la parroquia de San Francisco, luego de la de Luján y en 1976, monseñor Juan Rodolfo Laise creó la parroquia de Nuestra Señora de la Candelaria, siendo su primer párroco el padre José Armelín.

### Temblor de 1977
El 23 de noviembre de 1977, el temblor que devastó la localidad sanjuanina de Caucete produjo serios daños en el templo, lo que hizo que se debiera construir uno nuevo al lado del anterior. En su construcción colaboraron vecinos de la localidad, una comisión de jóvenes conocida como CARIC (Comisión de Ayuda a la Reconstrucción de la Iglesia de Candelaria) y el aporte de Alemania a través del Obispado. 
La imagen de la Patrona de Candelaria fue restaurada en la ciudad de Paysandú, de la República del Uruguay, y cuando finalizaron estos trabajos, el diario El Telégrafo, de Paysandú, publicaba que “culminó el proceso de restauración de la imagen de Nuestra Señora de la Candelaria, llegó a Paysandú desde la provincia de San Luis, para el mantenimiento de la madera y la recuperación del niño Jesús, perdido en el derrumbe de la parroquia a la que pertenece. El trabajo fue realizado por Estela Segui, en tanto ‘Nené’ Luna realizó la peluca de ambas estatuas y Lidia Fernández tejió en crochet la ropa de ambos”. Está restauración fue gestionada por el entonces párroco Pero. Luis María Peralta Cuccaro, quien solicitó la autorización al entonces Obispo de San Luis, Mons. Jorge Luis Lona, para que la imagen fuera trasladada a la ciudad de la vecina orilla uruguaya.

## Fiestas patronales

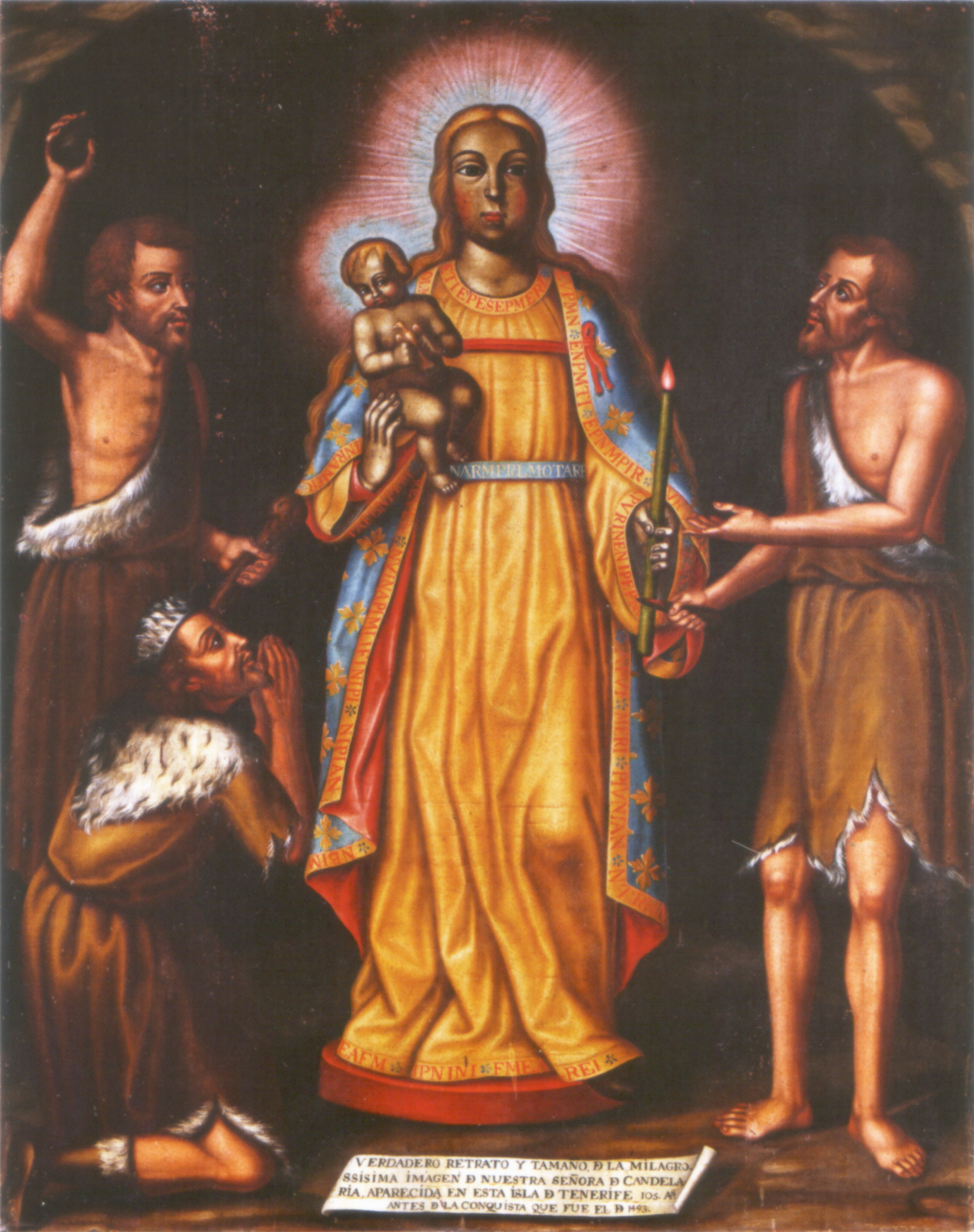
Virgen de la Candelaria, santa patrona de la comarca

Se festejan del 24 de enero al 2 de febrero; la novena a su patrona la Nuestra Señora de la Candelaria, haciéndole una serenata el primero de febrero, una procesión y baile el 2 de febrero.
También se realiza el Festival Provincial del Melón debido a la importancia de su producción de melones Rocío de Miel; que se realiza un fin de semana de las primeras semanas de febrero, donde una noche es una peña folcklórica y otra es la Bendición de los frutos, carrozas, desfile de candidatas a reinas, el baile donde se elige a la nueva reina del festival.

## Economía
Es una zona agrícola donde también hay cultivos de cereales, hortalizas y frutales.

## Instituciones
Dispone de una hostería, una terminal de ómnibus, un balneario municipal (con dos piletas, baños, quinchos, asadores, camping y playón deportivo), escuela primaria, escuela secundaria, biblioteca pública, registro civil y un destacamento policial.

## Escudo

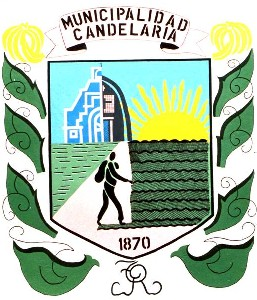
Escudo de Candelaria.

## Bandera
Bandera de Candelaria] (enlace roto disponible en Internet Archive; véase el historial, la primera versión y la última).

### Heráldica
Forma:  cuadrilonga borde inferior en ángulo cortado filiera de sable timbrado.
Trae en el primer cuartel sobre tapiz de azur celeste a la diestra medio templo de azur, borde y detalles de plata unido a medio edificio de sable puerta de azur y ventana de su color, y a la siniestra un sol naciente de oro con doce rayos rectos de distinta longitud alternados.
Trae en el segundo cuartel sobre tapiz de plata a la diestra un triángulo de sinople con surcos de sable, a la siniestra un trabajador de perfil y brazo diestro extendido llevando una bolsa sobre su hombro izquierdo todo de sinople, junto a una estiva de sinople aclarado de sable. En la punta un lema de fecha de sable.
Ornamentos: como timbre una divisa de plata extremos plegados sobre sí misma y cortados en triángulos con sendas espirales de oro. En ambos laterales cuatro hojas de sinople, bordes internos de sable y zarcillos de sable. Debajo de la punta un monograma de sable letras JTR entrelazadas.

### Simbología
Nuestra gente está representada por el Labrador, que en cada semilla da su amor y su esperanza (Sol).
Las Iglesias (parte de la fachada del antiguo Templo, entrelazado con el nuevo) Significan la fe del pueblo de Dios y la Virgen Patrona que año, tras año corona el esfuerzo realizado en la ofrenda de los frutos.
Las hojas simbolizan los diferentes cultivos que en esta tierra se realizan, destacándose el Melón, fruto de excelencia de este suelo, que desde hace 13 años tiene su fiesta provincial.
Por último las iniciales del fundador de esta localidad, José del Tránsito Ruiz, y la fecha correspondiente al año de su fundación.-
La autora del escudo es la Clides Alvarado.
LA BANDERA:
CANDELARIA también cuenta con una bandera, elegida también como el Escudo por Concurso popular, y que ganara la Prof. Adriana Pettina, que simbolizan los colores del manto de la Virgen de la Candelaria, rosa y celeste, y en el centro una franja blanca, que representa la bandera de la provincia de San Luis, en donde se encuentra enclavada la Localidad, en el centro de la franja blanca, el sol del Escudo de Candelaria, el año de la Fundación 1870, y las iniciales del Fundador T.R. que completan el conjunto.-
Imagen Escudo:
Imágenes de: La parroquia y tanque de agua potable 
Información de Candelaria:
DDN: (02651) - Parroquia: 49-1065  Policía:02651-491010 - Distancia: a 165 km de San Luis (Capital) y a 106 km de Merlo.
Se encuentra en el km 20 de la Ruta Nacional 79, cuyo inicio parte de la localidad de Quines.

## Población
Contó con 2,729 habitantes (Indec, 2010), lo que representó un incremento del 20% frente a los 2,269 habitantes (Indec, 2001) del censo anterior.
Según el censo 2022 la población total del municipio fue de 3923 personas. En tanto, el número de viviendas registradas fue de 1179.
| Gráfica de evolución demográfica de Candelaria entre 1895 y 2022 |
|                                                                  |
| Fuente: Censos nacionales del INDEC                              |

## Parroquias de la Iglesia católica en Candelaria
| Diócesis  | San Luis                        |
| --------- | ------------------------------- |
| Parroquia | Nuestra Señora de la Candelaria |